# Teyateyaneng
Teyateyaneng est une ville du Lesotho, chef-lieu du district de Berea. Lors du recensement de 2005, il y avait 75 115 habitants, il s'agit ainsi de la deuxième ville du pays en nombre d'habitants.

## Personnalités liées à cette ville
- Anna 'Matlelima Hlalele, née à Teyateyaneng en 1929, militante sociale et première femme ayant rang de ministre au Lesotho.